# اندیس گازرخان
گازرخان یک اندیس فلزی است که در حوالی روستای گازرخان استان قزوین قرار دارد و مادهٔ معدنی موجود در آن، طلا است.سنگ میزبان این اندیس کنگلومرا است  